# Прикша
При́кша — небольшая речка в Любытинском районе Новгородской области. Правый приток реки Белой (правый приток Мсты).
Принадлежит бассейну Балтийского моря. Берёт начало болоте в 3 км к северо-западу от деревни Шагаева Горушка. В деревне Шереховичи впадает в реку Белую. Длина — 16 км.
На берегах реки расположены 3 деревни (от истока к устью): Галица, Столобна и Шереховичи.
В районе деревни Галица русло реки прорезает высокий холм, который состоит из известняковых пород. Благодаря этому образуется небольшой каньон. Проходя по карстовым плитам, залегающим под Прикшей, течение реки образует каскад из двух небольших водопадов. Из известняковых пород пробиваются также минеральные источники.